# P-11
La autovía P-11 es una autovía urbana enlace de la autovía A-67 (Cantabria-Meseta) hasta la parte sur ciudad de Palencia. Esta autovía es el desdoble de la antigua N-611 (Venta de Baños-Santander) para llegar a la ciudad. La autovía tiene una distancia de 4 km y medio aproximadamente. La ciudad de Palencia tiene más enlaces como la A-610, que actúa de Enlace Suroeste contactando con la autovía A-62.

## Tramos
| Denominación | Tramo                                                     | Kilómetros | Año servicio |
| ------------ | --------------------------------------------------------- | ---------- | ------------ |
| P-11         | Palencia Avenida Valladolid - Villamuriel de Cerrato A-67 | 5,7        | 1986         |

## Salidas
| Velocidad de la salida | Esquema | Salida   | Palencia (ascendente)             | Sentido A-67 (descendente)        | Carretera      | Notas                              |
| ---------------------- | ------- | -------- | --------------------------------- | --------------------------------- | -------------- | ---------------------------------- |
|                        |         | 2 (A-67) | Palencia                          |                                   | A-62 E-80 P-11 | -                                  |
|                        |         | 1        | Valladolid Villamuriel            | Villamuriel Valladolid            | P-900 P-11     | -                                  |
|                        |         | 3        | Cambio de Sentido Vía de Servicio | Vía de Servicio Cambio de Sentido | P-11           | Tiene acceso a Los Olmillos.       |
|                        |         | 4        | Palencia                          | P-11                              | N-611a         | Contacta con la Avenida de Madrid. |

## Nomenclatura
Antes del cambio de las nomenclaturas de las carreteras de España, la autovía P-11 formaba parte de la N-611. Si se observa en Google maps, se verá salir una carretera tras un puente, esa sería la N-611 que está cortada por la construcción de la A-67, desde ese punto pasaría a llamarse N-611a y llegaría hasta Palencia. Ahora todo está bajo el nombre de P-11. Para observarlo miren el enlace: (41°58′03″N 4°30′19″O / 41.967484, -4.505403)